# Кмур
Кмур је планина у општини Фоча, Босна и Херцеговина. Висока је 1.508 m (4.948 ft).